# Tilde de Paula
Anatilde Jane de Paula Eby, también conocida como Tilde de Paula (de soltera de Paula Díaz; 14 de noviembre de 1972) es una periodista, escritora, presentadora de televisión sueca y nacida en Chile. Ha presentado programas insignia de TV4, como también el Premio Nobel, el Premio de Música Polar y eventos de recaudación de fondos contra el cáncer televisados en vivo. Desde 1997 hasta 2018 fue una de las anfitrionas del popular programa matutino sueco Nyhetsmorgon.

## Biografía
Anatilde Jane de Paula Díaz nació en 1972 en Chile. Su padre fue un político brasileño que tuvo que huir de Brasil tras recibir amenazas de muerte. En Cuba conoció a la madre de Tilde y los dos se mudaron a Chile. Sin embargo, tras el golpe militar de 1973, tuvieron que huir del país, y con la ayuda del diplomático Harald Edelstam y la embajada sueca, la familia se trasladó a Suecia. De Paula tiene un hermano mayor, Andes.
Antes de convertirse en presentadora de televisión, de Paula estudió periodismo en Södra Vätterbygdens Folkhögskola.
En noviembre de 2012 de Paula se casó con el músico Thomas Eby, vocalista principal de Calle Real y percusionista de Hoffmaestro. Juntos tienen un hijo y ella también tiene tres hijos de relaciones anteriores.

### Televisión
Desde 2005 de Paula ha sido la presentadora del Premio de Música Polar. Presentó el especial electoral Nyhetsmorgon - valflyget en septiembre de 2006 junto con Lasse Bengtsson. En 2008 de Paula presentó "Spårlöst", donde ayudó a las personas a encontrar a sus familiares perdidos. En 2009 presentó Kändisdjungeln junto con David Hellenius. En 2012 de Paula comenzó a presentar Nyhetsmorgon, el programa matutino más importante de Suecia en TV4. Desde 2012 también presenta los espectáculos Swedish Bake Off, Swedish Bake Off Junior y Celebrity Swedish Bake Off. Desde 2014 también presenta la gala Tillsammans mot cancer. Durante la Nochebuena de 2013 de Paula fue la presentadora de las retransmisiones navideñas de TV4. También presentó el programa de baile de celebridades Bailando con las estrellas el año 2017. Continuó presentando este programa de baile en sus ediciones de 2018 y 2019.

### Otros medios de comunicación
A finales de los 90 y principios de los 2000, de Paula presentó el programa de radio Äntligen Fredag en el canal de radio Mix Megapol.
En 2016, de Paula comenzó a presentar Läkarpodden, donde ella junto con el Dr. Mikael Sandström, analizan los últimos avances en medicina y atención médica, comparten sus propias experiencias, eliminan mitos y responden preguntas sobre todo lo relacionado con la medicina.

### Entrevistas a celebridades
De Paula ha entrevistado a varios miembros de la familia real sueca: el rey Carlos XVI Gustavo, la reina Silvia, la princesa heredera Victoria, el príncipe Carlos Felipe, la princesa Sofía, la princesa Cristina y el príncipe Bertil.
De Paula también ha entrevistado a varias estrellas internacionales, entre ellas: Emmylou Harris, Paul Simon, Patti Smith, Justin Bieber, Regina Spektor, Noomi Rapace, Eleanor Coppola, Anastacia, Ennio Morricone, Björk, Peter Gabriel, Ronan Keating, Stellan Skarsgård y Alexander Skarsgård.

## Premios
En 2007, ganó el premio de televisión Aftonbladet a la mejor presentadora de televisión del año.
También ha sido anunciada como la mejor presentadora de televisión de Suecia por el periódico Se & Hör. En 2015 ganó el premio Kristallen al reality show del año con el programa Swedish Bake Off.
En 2016, de Paula ganó el premio Kristallen a la mejor presentadora sueca del año.

## Libros
En 2006, Tilde de Paula fue coautora del libro Plastmammor, gummipappor och bonusbarn con Birgitta Klang publicado por Bokförlaget DN. Este es un libro para madrastras y padres que necesitan consejos sobre cómo enfrentar los desafíos que se les presentan.
En 2015 de Paula escribió el best seller sueco Tiden läker inga sår, que cuenta la historia de su pasado y cómo sus antepasados han influido en su vida. La historia comienza cinco generaciones atrás en Tenerife en 1867, y continúa en Cuba, Estados Unidos y Chile antes de terminar en Suecia hoy.